# Me and My Brother
Me and My Brother es una película independiente de 1969 dirigida por Robert Frank y protagonizada por Julius Orlovsky, Peter Orlovsky, John Coe, Seth Allen y Christopher Walken. Es la primera película de Sam Shepard como actor. El filme cuenta la historia de Julius y Peter Orlovsky. La voz de Christophwe Walken fue doblada por Robert Frank.

## Argumento
La historia se centra en Julius Orlovsky; después de pasar años en un manicomio de Nueva York, se vuelve catatónico y debe trasladarse a lo de su hermano Peter, quien vive con el poeta Allen Ginsberg. Cuando Julius abandona la filmación por la mitad, el director Frank contrata un actor (Joseph Chaikin) para interpretar el personaje y comienza una versión ficticia retratándolo psicológicamente. Después de desaparecer, Julius llega a una institución donde él y Peter deben enfrentar su relación.